# Architetture militari di Parma

## Architetture militari in ambito urbano

### Fortezze e torri

#### Cittadella

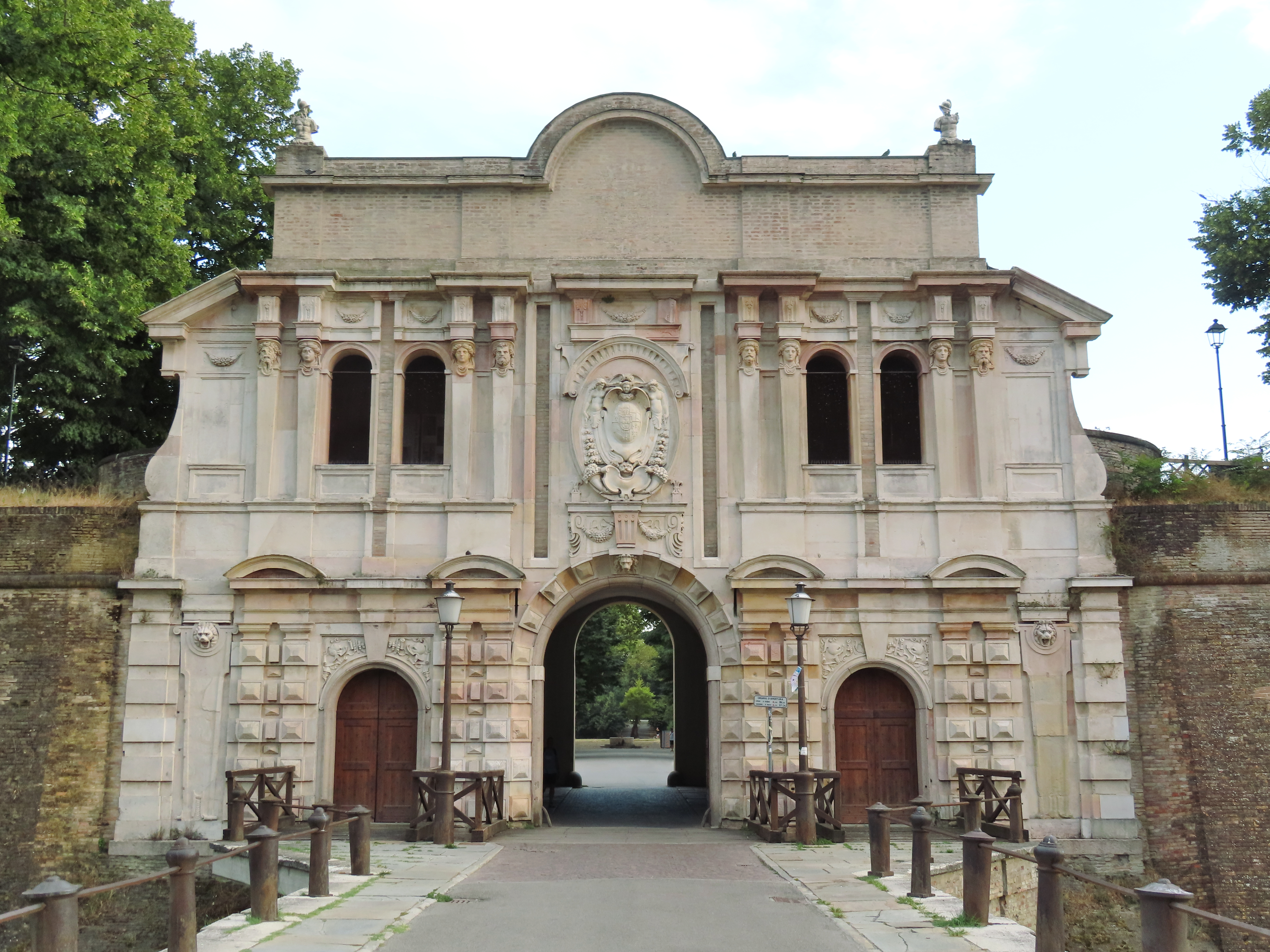
Ingresso monumentale della Cittadella

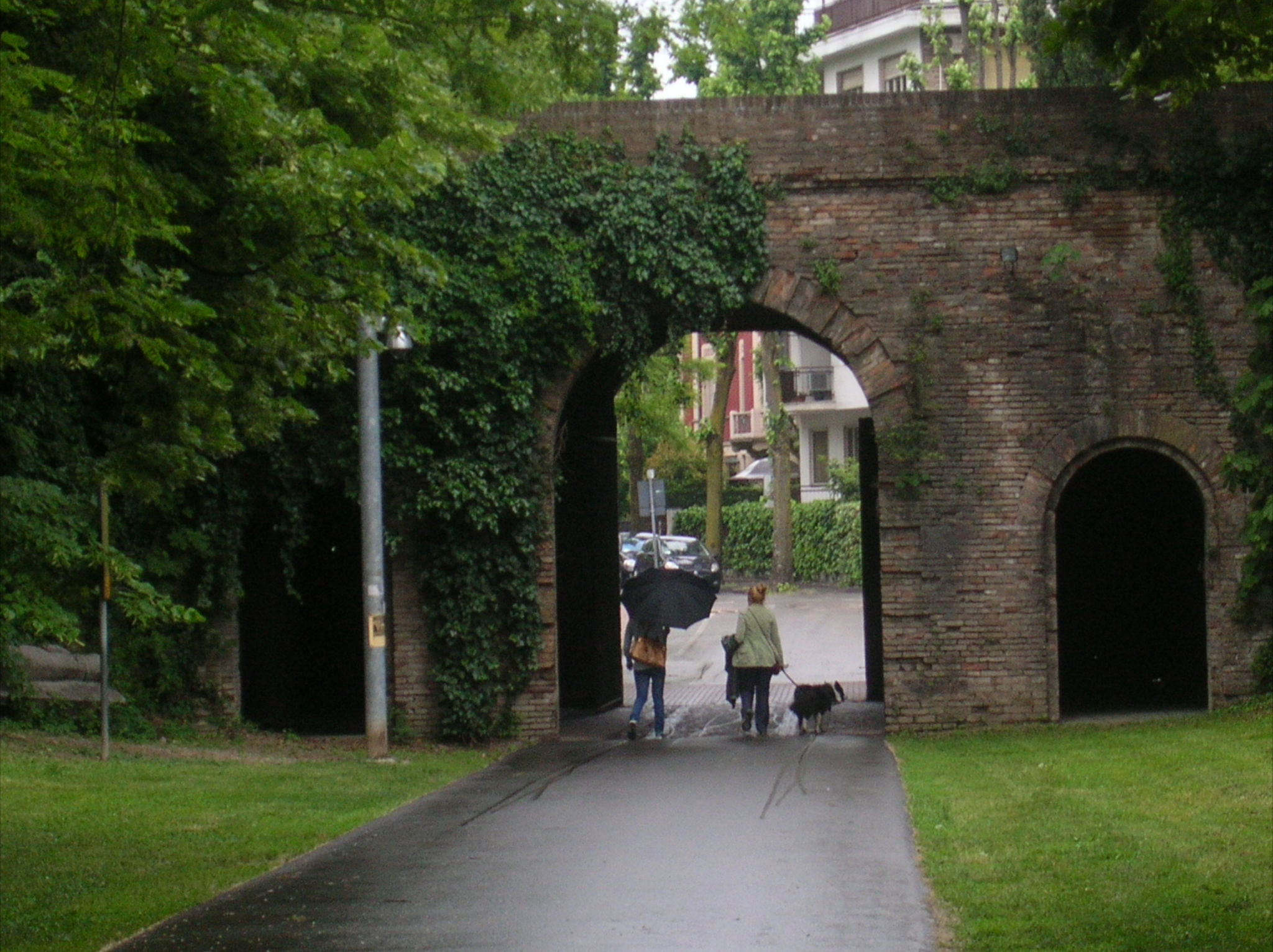
Porta del Soccorso della Cittadella

Imponente fortezza pentagonale, è situata a sud del centro storico a margine delle soppresse mura storiche della città, nei pressi dello stradone Martiri della Libertà, al centro dell'elegante omonimo quartiere. Fu costruita alla fine del XVI secolo dagli ingegneri Giovanni Antonio Stirpio de' Brunelli e Genesio Bresciani con la collaborazione di Smeraldo Smeraldi, per volere del duca Alessandro Farnese, per scopi difensivi e quale emblema del potere ducale; la sua edificazione offrì anche l'occasione di fornire lavoro a gran parte della popolazione. La sua architettura si ispira fortemente alla cittadella di Anversa. Presenta due ingressi: quello principale, a nord verso la città, è caratterizzato da una facciata monumentale in marmo di Carrara progettata nel 1596 da Simone Moschino; quello secondario a sud, detto anche "Porta del Soccorso", è provvisto di cinque baluardi. Subì nei secoli varie modifiche soprattutto all'interno, ove nel secondo dopoguerra furono demolite le caserme. Trasformata in grande parco pubblico, il suo vasto interno è un frequentatissimo spazio verde attrezzato con impianti sportivi e giochi per bambini.

#### Torrione Visconteo

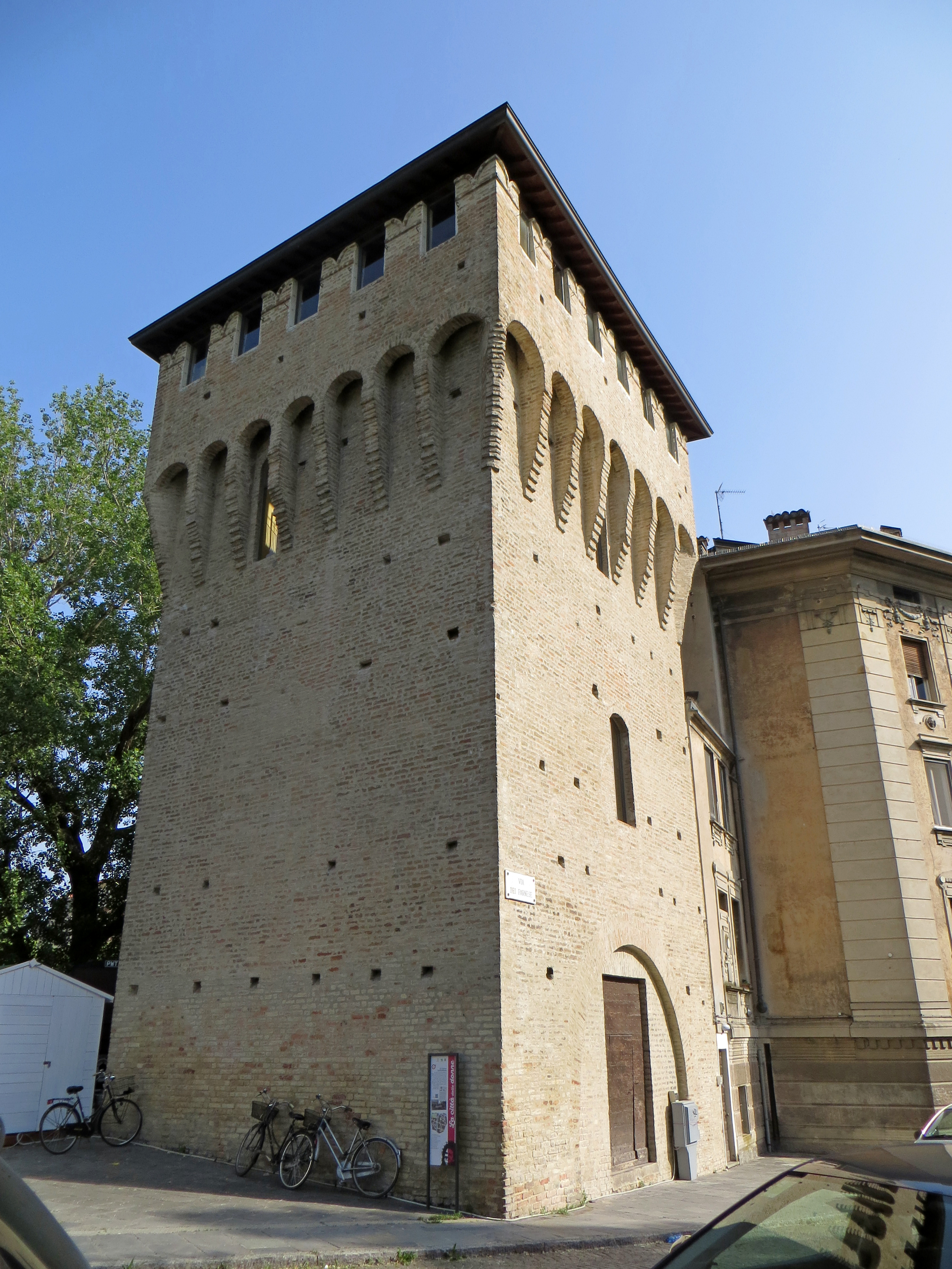
Torrione Visconteo

Torre medievale, sorge in via dei Farnese, di fronte al palazzo della Pilotta sul lato opposto del torrente. Fu costruito da Bernabò Visconti nel XIV secolo per fortificare l'estremità del ponte allora esistente. Oggi si presenta in stato di parziale degrado.

### Mura e porte

#### Mura cittadine

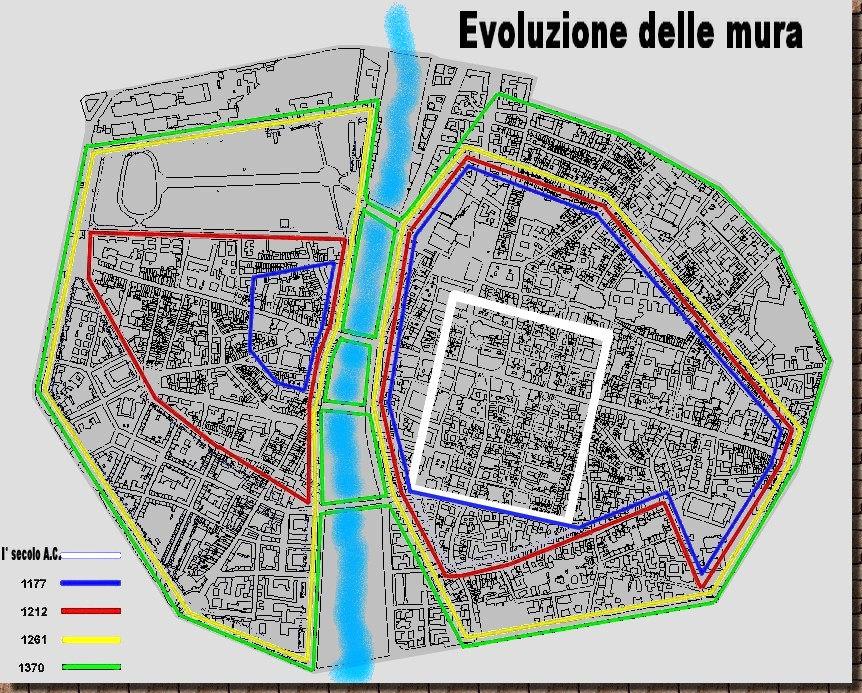
Evoluzione delle mura di Parma dal I secolo a.C. al XIV secolo

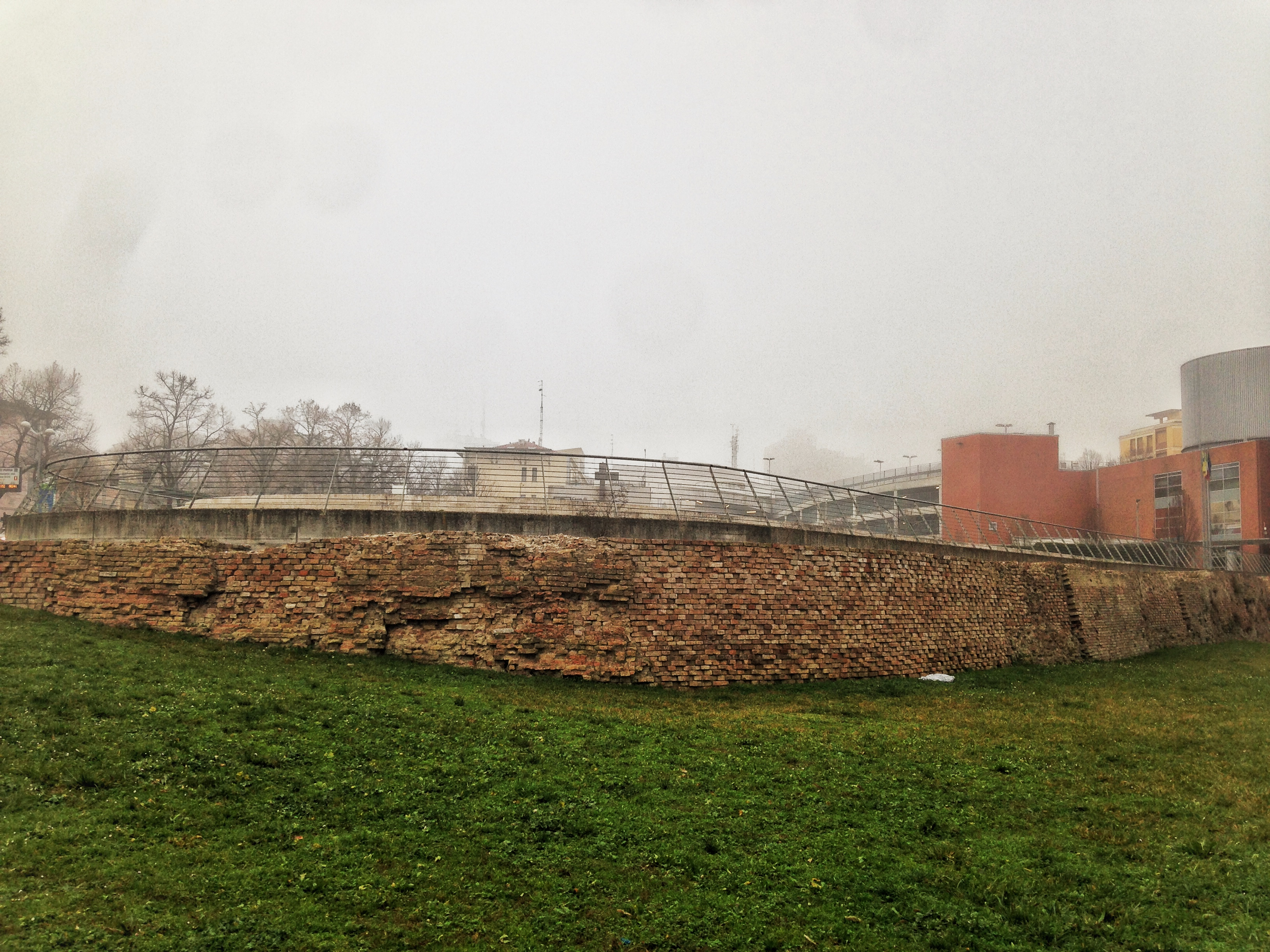
Il tratto di mura riaffiorato accanto al DUC

Fortificazioni non più esistenti, circondavano l'intero centro storico cittadino. Le prime mura romane vennero realizzate nel IV secolo, ma l'espansione cittadina richiese nuove fortificazioni alla fine XII secolo sia attorno al primo nucleo romano sia nella nuova zona di "Capo di Ponte" in Oltretorrente. Già nel 1212 fu necessario realizzare una più esterna cinta muraria soprattutto in Oltretorrente, successivamente estesa già alla fine del secolo e soprattutto nel XIV secolo. Divenuta la città nel 1545 capitale dell'omonimo ducato, la sua popolazione crebbe notevolmente, ma la cinta muraria si mantenne pressoché immutata nella sua estensione ad eccezione di alcune modifiche puntuali; tuttavia le mura vennero rinforzate nel XVII secolo per le nuove esigenze di difesa. Nei primissimi anni del XX secolo fu deciso l'abbattimento dell'intera cinta muraria, conservandone solo alcune tracce parzialmente visibili e due delle cinque Porte.

#### Porta San Francesco

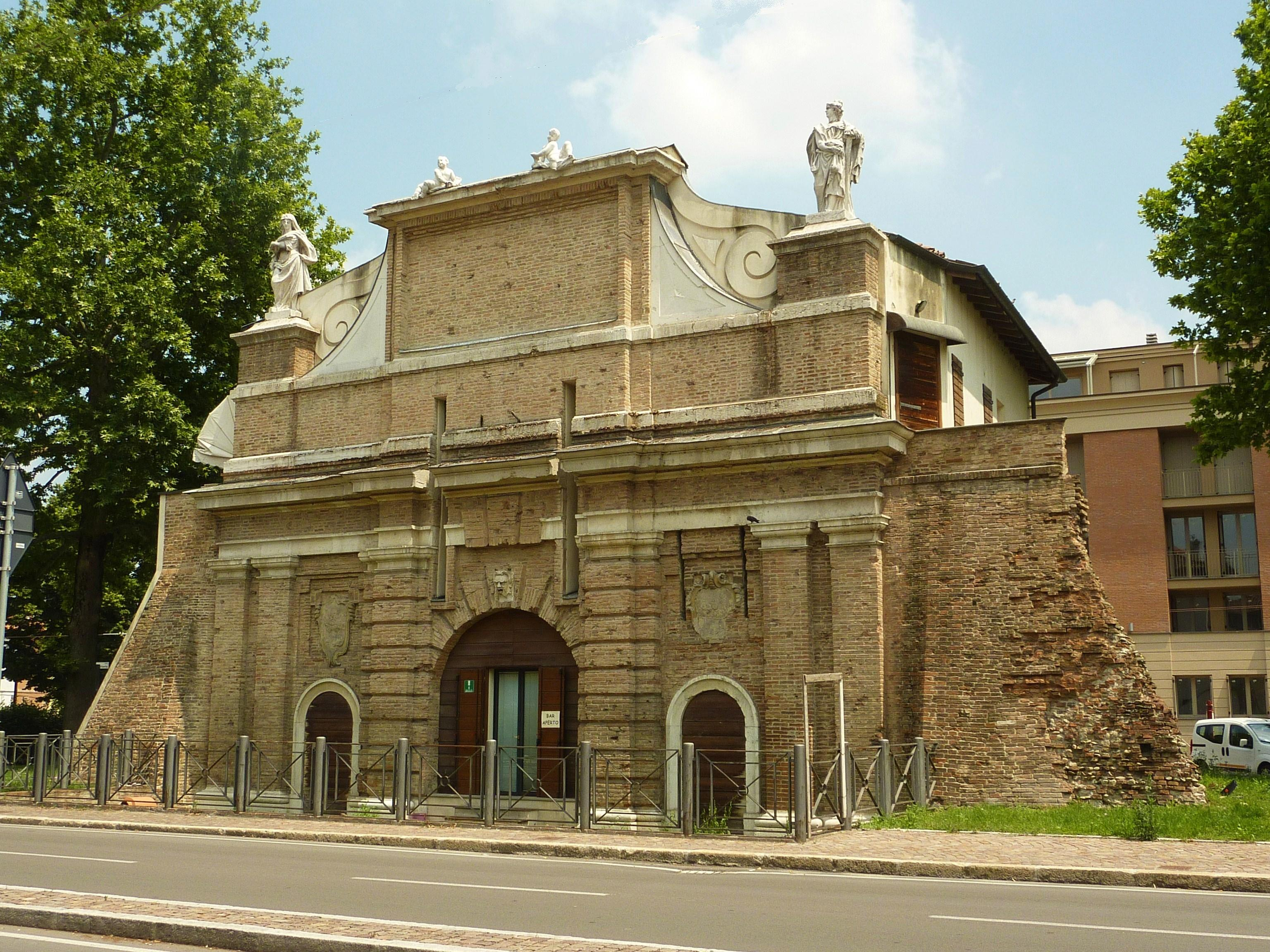
Porta San Francesco

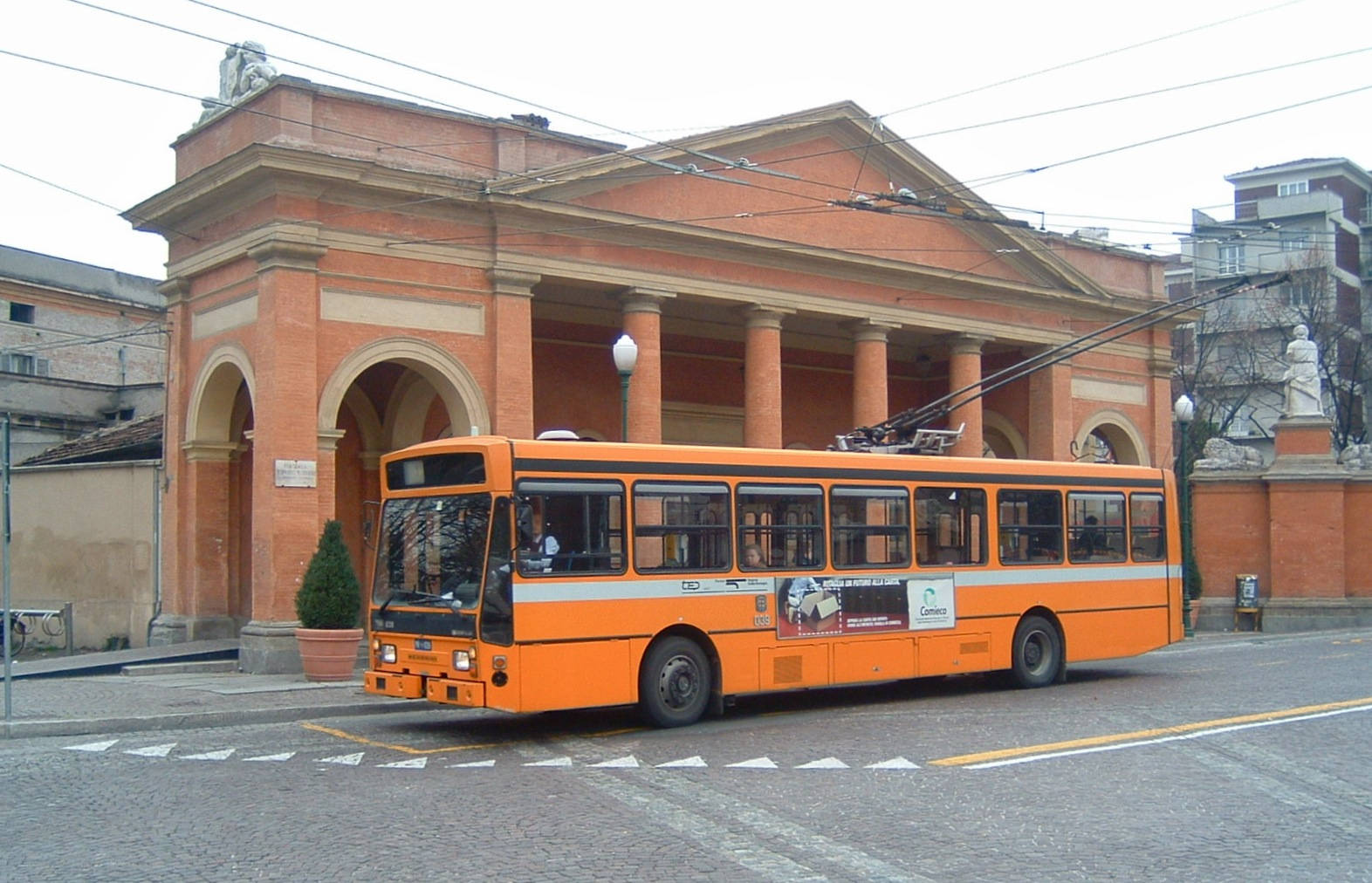
Barriera Bixio

Antica porta cittadina, è situata all'incirca al termine di strada Nino Bixio nell'Oltretorrente. Usata dai pellegrini che lasciavano la città per recarsi a Roma attraverso la via Francigena, fu originariamente edificata nel 1261 in seguito all'espansione della città verso sud-ovest quale uscita verso i feudi appenninici; nel 1562 fu ricostruita leggermente più a ovest in stile rinascimentale, per volere del duca Ottavio Farnese; fu chiusa in seguito alla costruzione dell'adiacente barriera daziaria neoclassica, progettata dall'architetto Angelo Angelucci; la nuova struttura monumentale, celebrativa dell'annessione parmigiana al Regno d'Italia, fu inaugurata il 4 novembre del 1866; nel 1995 l'edificio cinquecentesco fu adibito a sede del circolo ricreativo-culturale "Famija Pramzana", mentre la barriera fu completamente restaurata nel 1997. La Porta San Francesco è caratterizzata dalle eleganti decorazioni rinascimentali della facciata esterna, coronata da due volute e altrettante statue allegoriche della Legge e della Giustizia. La barriera Bixio è composta da tre cancellate in ferro rette da quattro massicci pilastri, sormontati al centro dalle statue allegoriche delle regioni che nel 1860 costituivano il Regno d'Italia, affiancate da sculture di leoni in posizione inferiore; alle estremità sorgono due palazzine gemelle contrapposte, precedute da un imponente porticato dorico.

#### Porta Santa Croce

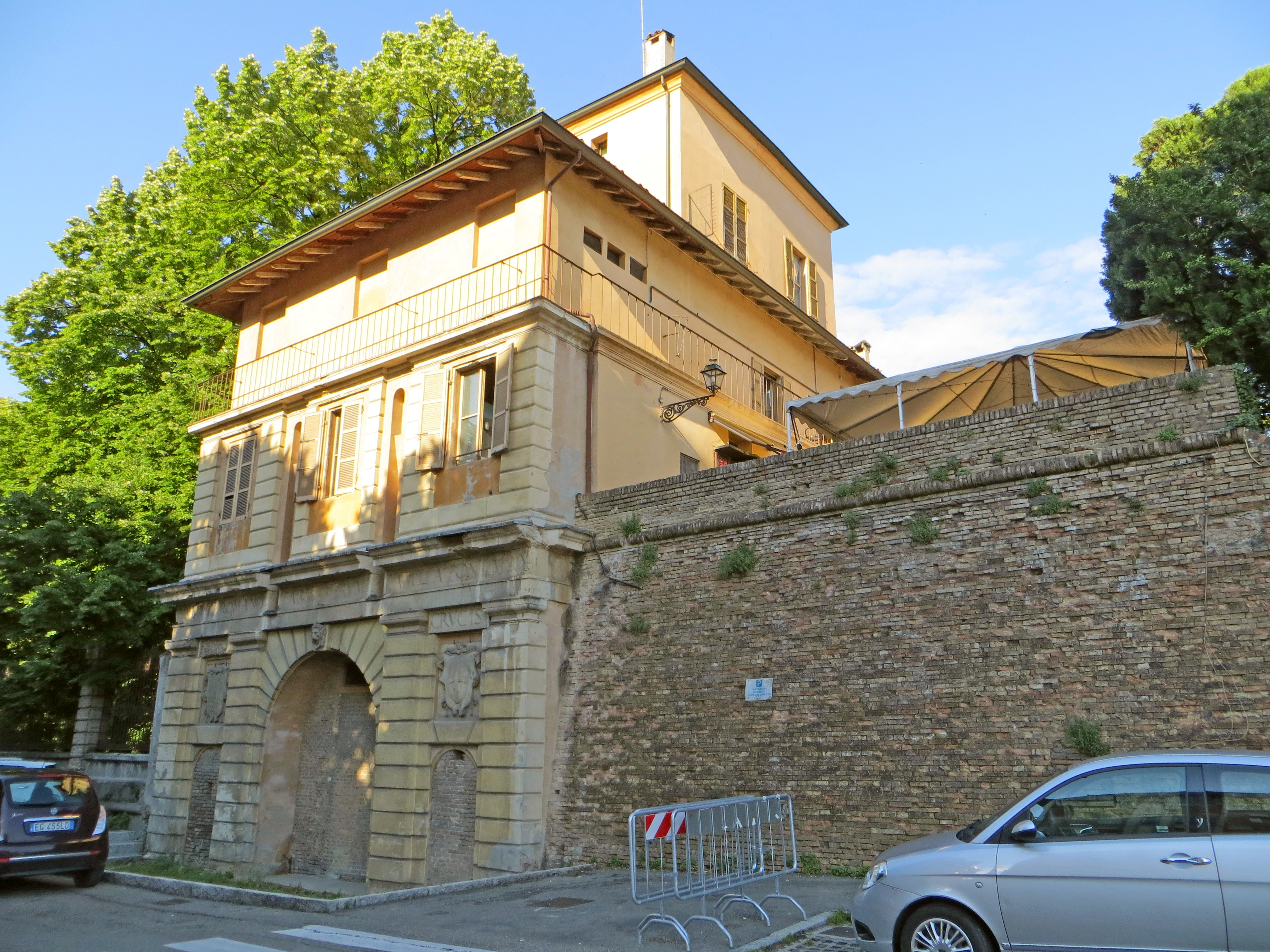
Lato esterno di porta Santa Croce

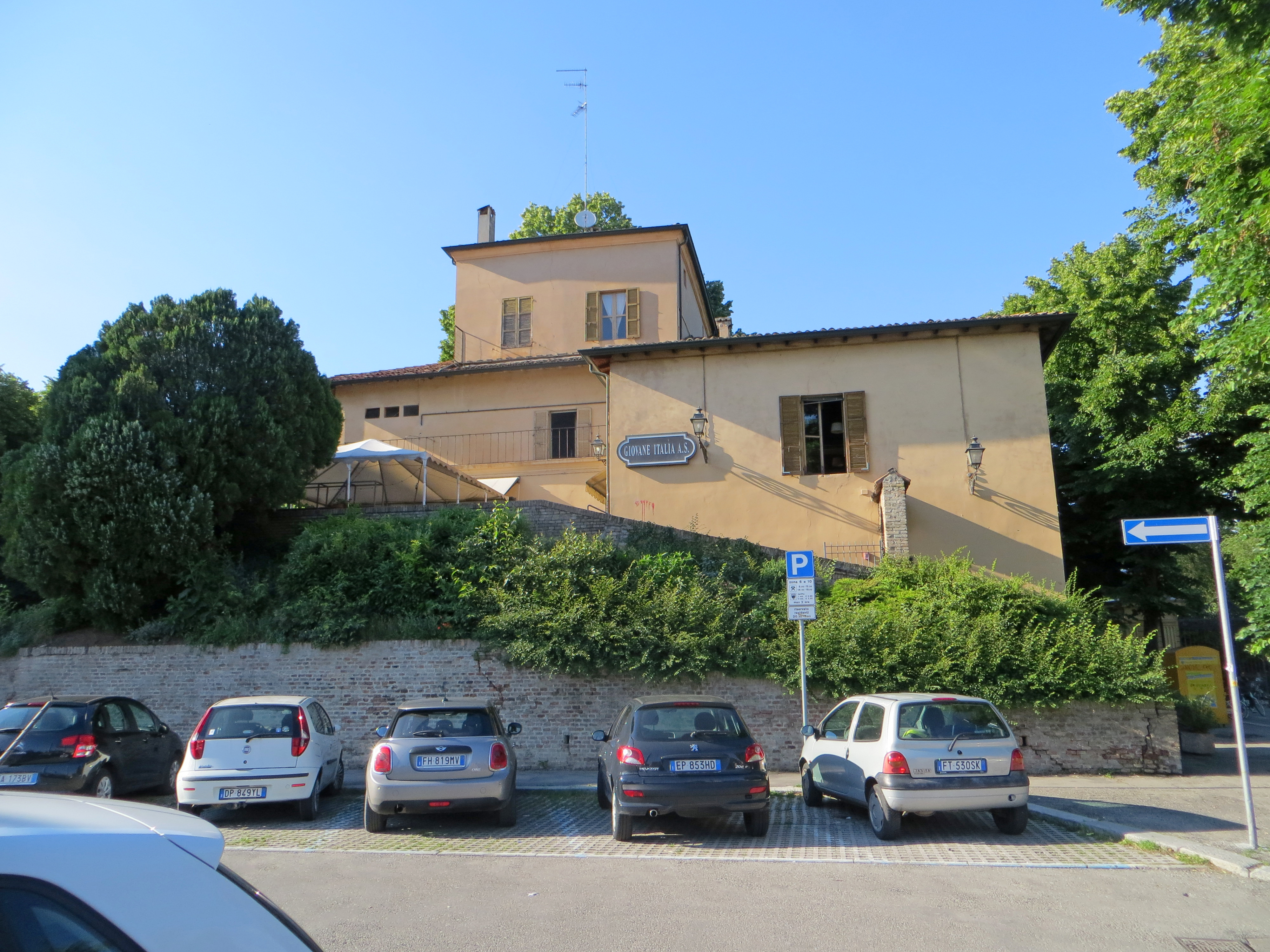
Lato sud di porta Santa Croce

Antica porta cittadina, è situata nel quartiere Oltretorrente a lato dell'omonimo piazzale al termine di strada Massimo D'Azeglio, al confine col Parco Ducale. Fu originariamente costruita in legno nel 1212 accanto alla coeva chiesa di Santa Croce; riedificata in mattoni nel 1259, fu sostituita nel 1545 da una nuova porta in stile rinascimentale, innalzata per volere del papa Paolo III, che ne affidò il progetto all'architetto Benedetto Zaccagni detto "Torchiarino"; nel 1585 le sei camere nobili interne furono decorate con affreschi; nella prima metà del XIX secolo fu affiancata da una nuova barriera daziaria in asse con la via Emilia, abbattuta agli inizi del XX insieme alla cinta muraria cittadina. La porta è caratterizzata dalle eleganti decorazioni rinascimentali della facciata esterna, che si eleva di quattro piani fuori terra.

#### Porta San Barnaba
Porta cittadina non più esistente, era situata in fondo all'odierna strada Garibaldi. Fu costruita al fine di proteggere il lato nord della città in epoca medievale, nei pressi dell'omonima chiesa non più esistente, i cui resti sono individuabili in via Affò; modificata più volte nel XIII e nel XIV secolo, fu ricostruita da Ranuccio I Farnese con due ponti levatoi. Nel 1830 la costruzione di una nuova barriera su strada Garibaldi, a sua volta abbattuta agli inizi del XX secolo, ne decretò la completa distruzione.

#### Porta San Michele
Porta cittadina non più esistente, era situata al termine dell'odierna strada della Repubblica (già "strada San Michele"), lungo il tracciato della via Emilia verso est. Fu costruita in epoca medievale nei pressi dell'omonima chiesa; rifatta in muratura nel 1259, venne modificata già nel secolo successivo e rinforzata da Bernabò Visconti. Ricostruita dai Farnese nel XV secolo, l'antica porta fu sostituita nel 1812 da una nuova barriera, a sua volta abbattuta nei primi anni del XX secolo, in asse con la strada. Durante la demolizione, tuttavia, la facciata farnesiana venne staccata e ricomposta nel Cortile della Rocchetta del palazzo della Pilotta.

#### Porta Nuova
Porta cittadina non più esistente, era situata al termine dell'odierna strada Farini verso sud. A dispetto del suo nome, era una delle porte più antiche, ma fu così ribattezzata in seguito al rifacimento nel 1261; nel 1363 Bernabò Visconti vi fece erigere un castello, poi demolito nel XVI secolo. Nel 1591 la porta venne ricostruita più a sud nella zona dell'odierno incrocio tra viale Solferino e viale delle Rimembranze, in concomitanza con la costruzione della Cittadella; fu poi demolita nel 1901 dal Comune, ma lo stemma dei Borbone con la cornucopia dell'abbondanza che ne sormontava la facciata fu salvato e rimontato nel Cortile della Rocchetta del palazzo della Pilotta.

## Architetture militari in ambito extraurbano

### Torrione di Baganzola

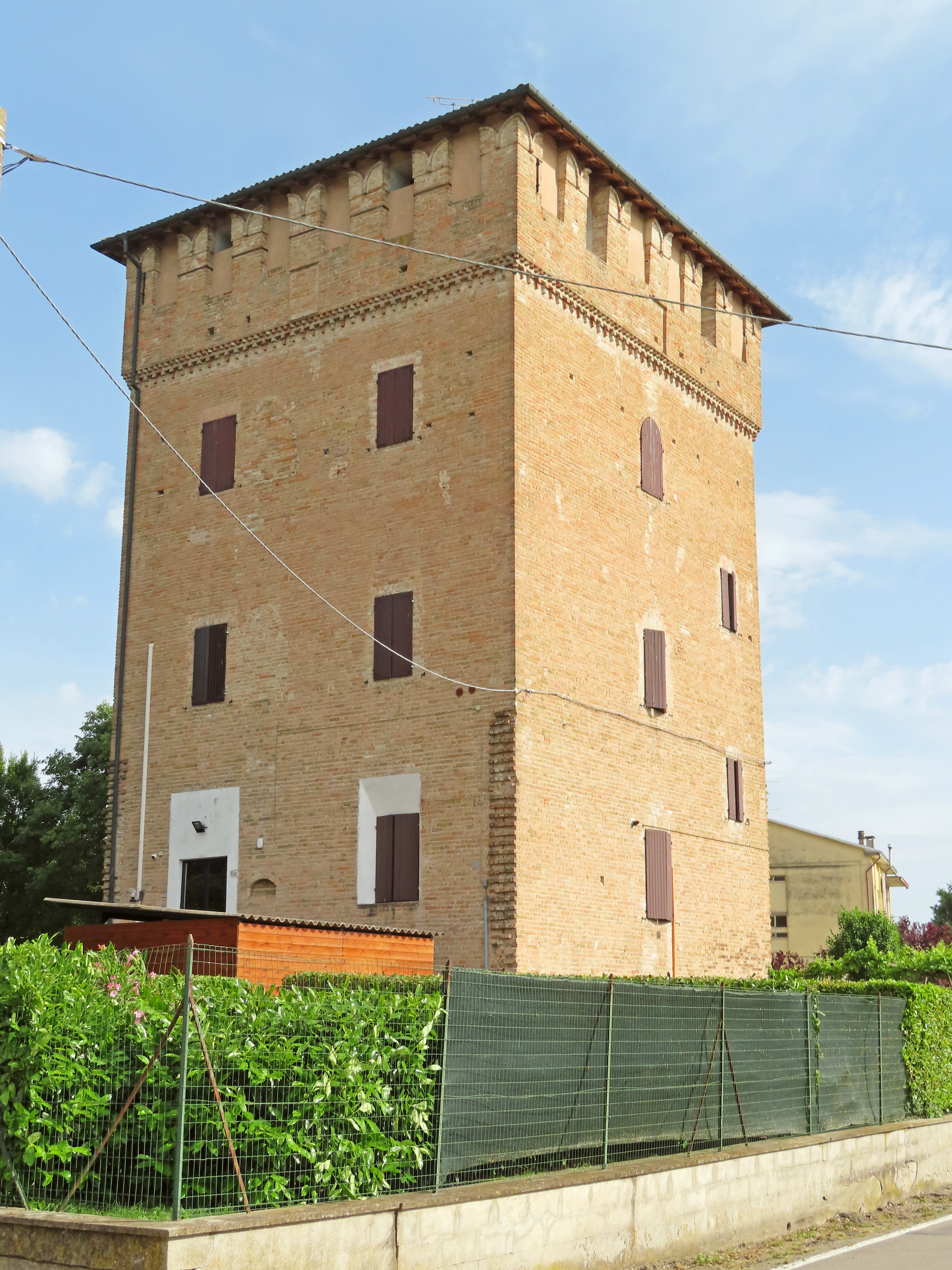
Torrione di Baganzola

Massiccio torrione difensivo, sorge a fianco della chiesa di San Pietro Apostolo nella frazione di Baganzola. L'originario castello a difesa del territorio fu edificato nel 1314 da Bonifacio Aldighieri, su approvazione di Giberto III da Correggio, ma fu distrutto l'anno seguente da Matteo da Correggio; ricostruito da Paolo Aldighieri, fu nuovamente devastato nel 1325 da Azzone Visconti; l'attuale torrione fu costruito nel 1438 da Andrea Valeri, al quale tre anni prima il duca di Milano Filippo Maria Visconti aveva assegnato il territorio baganzolese, che rimase ai conti Valeri fino all'abolizione napoleonica dei diritti feudali del 1805; l'edificio, acquistato da privati, fu successivamente modificato e trasformato in abitazione.

### Torrione di Beneceto

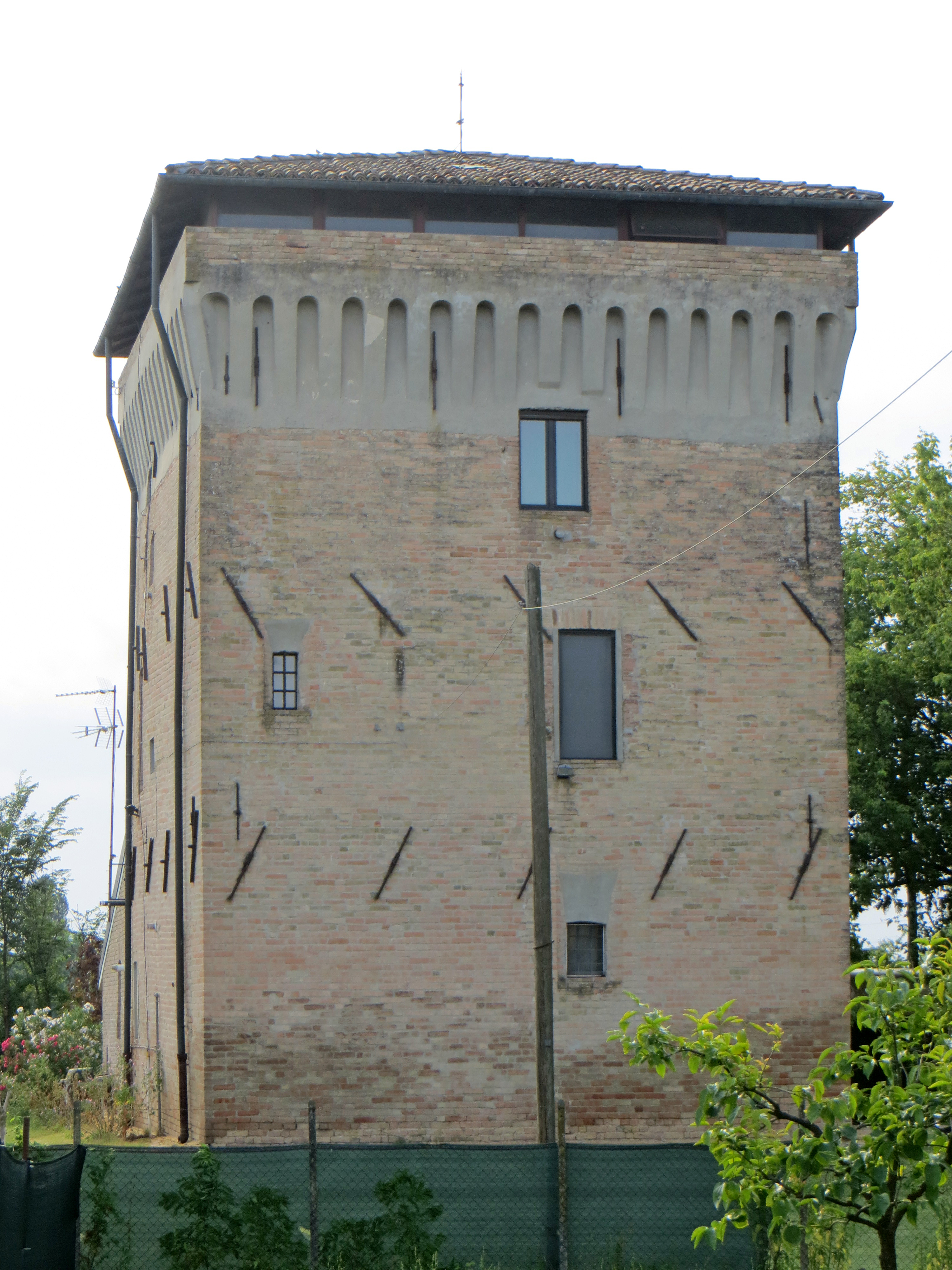
Torrione di Beneceto

Massiccio torrione difensivo, sorge sul retro della chiesa della Purificazione di Maria Vergine nella piccola frazione di Beneceto. L'originario castello difensivo del territorio sorse entro il XIV secolo e fu assegnato nel 1308 ai Rossi, che ne furono cacciati solo dopo pochi mesi; tra il 1410 e il 1414 ne fu investito Cristoforo Valeri, ma non se ne conserva alcuna notizia successiva al 1481; profondamente degradato, fu completamente ristrutturato dopo il 1978 e trasformato in residenza privata.

### Torrione di Vicomero

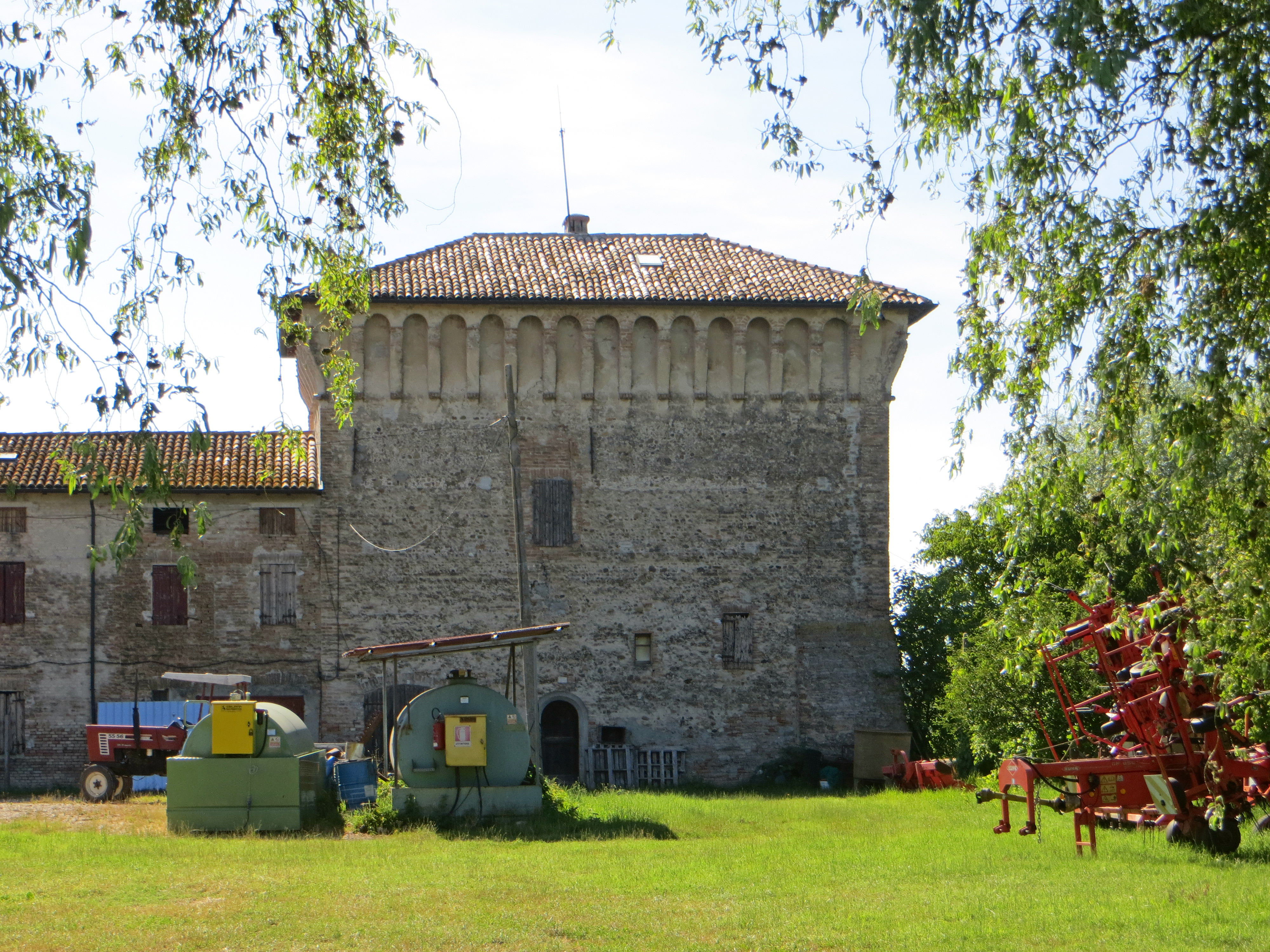
Torrione di Vicomero

Massiccio torrione, sorge isolato in località Cornazzano, nei pressi della frazione di Vicomero. La struttura, di storia ignota, fu probabilmente edificata con funzioni difensive nel XVI secolo, per volere dei conti Valeri, ma nei secoli successivi cambiò proprietario più volte, fino a essere adibita a edificio agricolo con annessa casa colonica.

### Torre degli Alberi

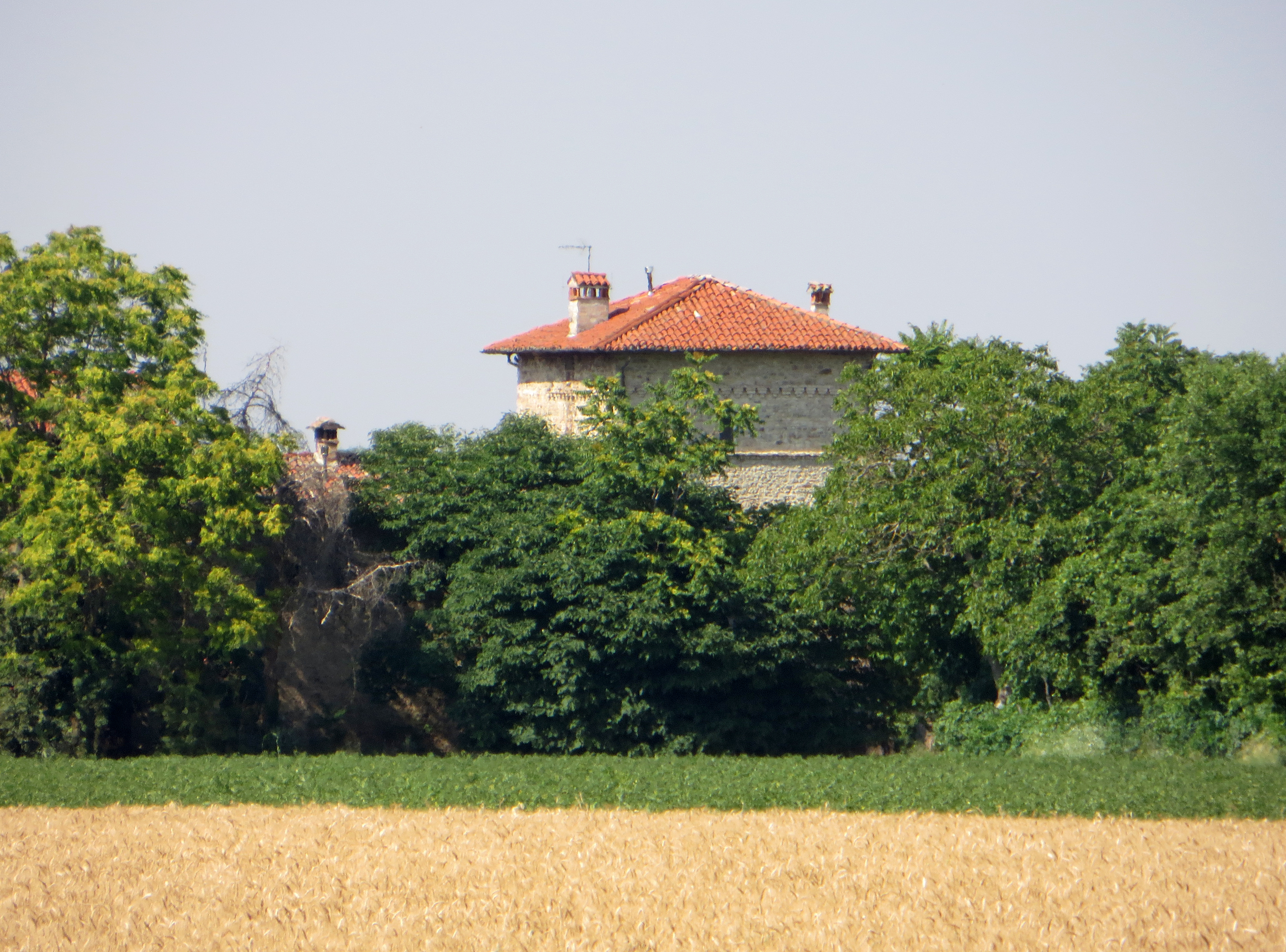
Torre degli Alberi

Torrione difensivo, si innalza in adiacenza alla Corte Bellentani ad Alberi. L'originaria struttura fortificata fu edificata nel 1402 dai Rossi, ma fu rasa al suolo nel 1405 per volere di Ottobuono de' Terzi; ricostruita e assegnata ai conti Bajardi, fu riconquistata dai Rossi nel 1482 durante la guerra dei Rossi e parzialmente distrutta negli scontri; inglobata dagli edifici adiacenti, se ne conserva una torre adibita a residenza privata.

### Castello di Panocchia

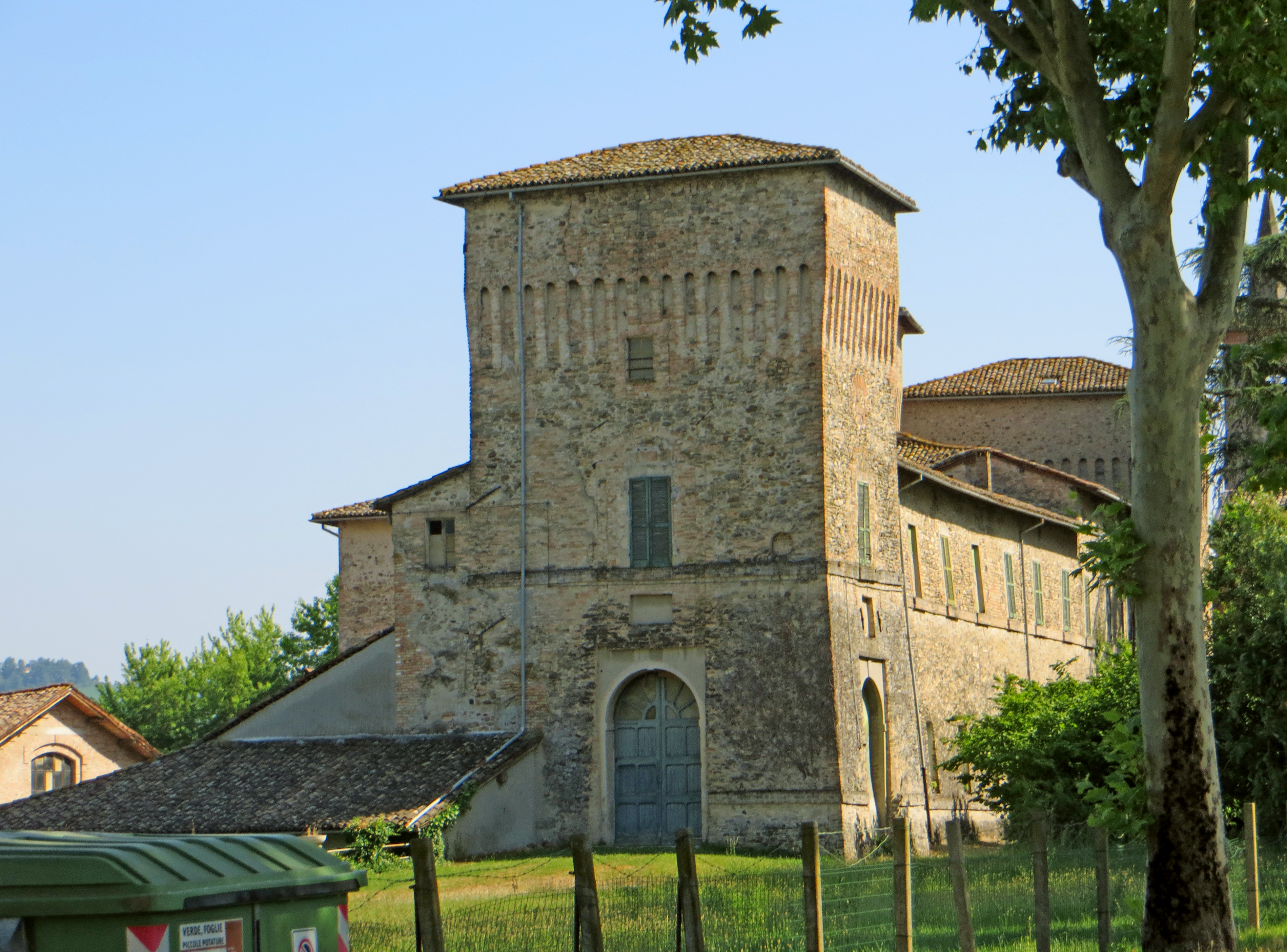
Torrione nord del castello di Panocchia

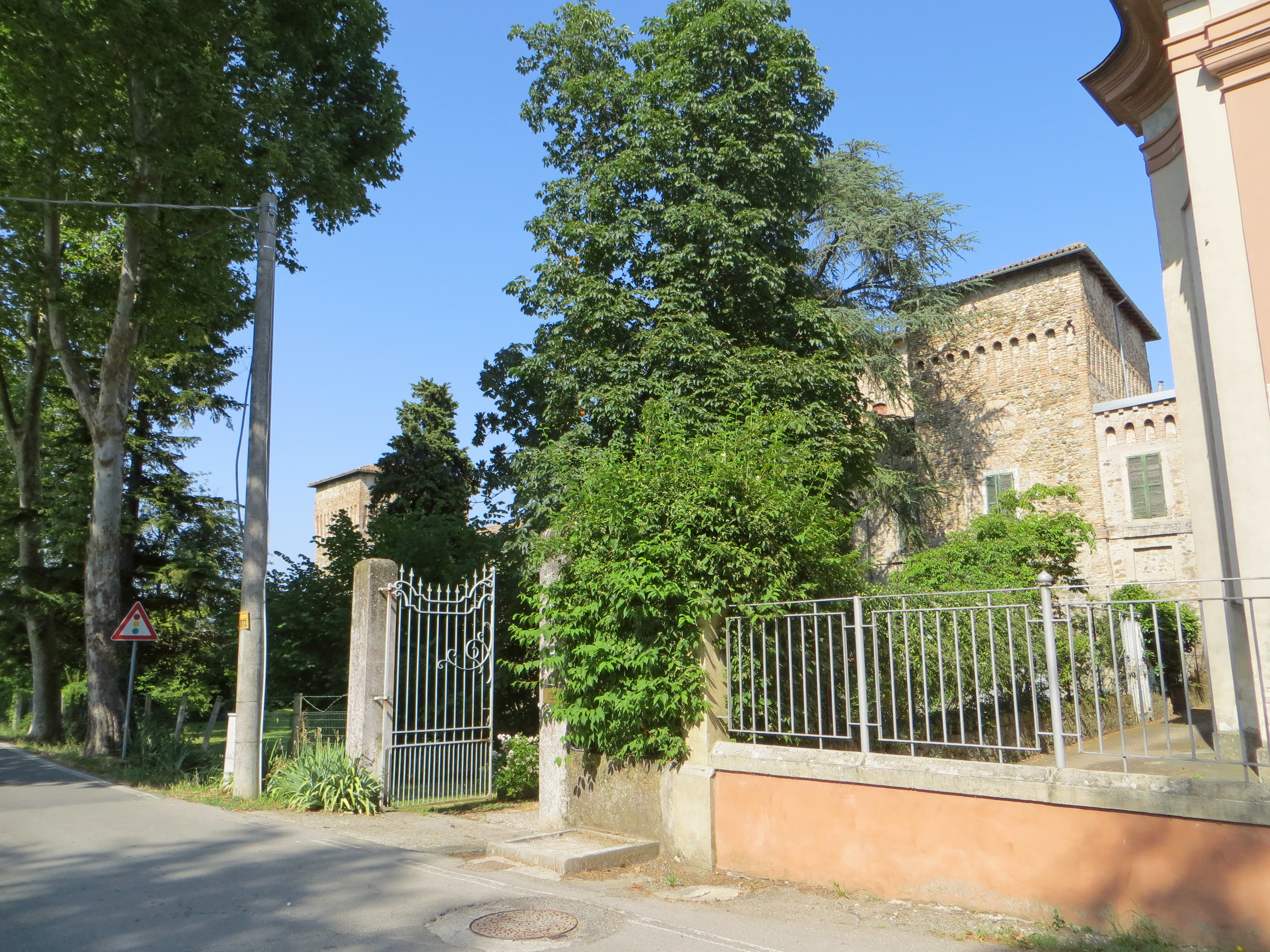
Torrione sud del castello di Panocchia

Castello difensivo tardo-medievale, si innalza in adiacenza alla chiesa di San Donnino a Panocchia. La struttura fortificata fu costruita probabilmente tra la fine del XV e gli inizi del XVI secolo per volere dei conti Cantelli, feudatari del luogo, e divenne nel 1736 residenza estive dei marchesi Bevilacqua Cantelli; del maniero originario, modificato più volte nei secoli, l'edificio conserva i torrioni cinquecenteschi in pietra e laterizio.